# Mutiny Within
Mutiny Within (tidigare enbart Mutiny) är ett amerikanskt metalband från Edison, New Jersey som grundades år 2002 av basisten Andrew Jacobs. Bandets musikstil kombinerar metalcore och melodisk dödsmetal med power metal och progressiv metal. Hittills har det släppts tre studioalbum, en EP samt ett antal demoinspelningar. 

## Medlemmar

### Nuvarande
- Chris Clancy - sång
- Daniel Bage - gitarr, keyboard, bas
- Bill Fore - trummorr

### Tidigare medlemmar
- Andrew Jacobs - bas
- Drew Stavola – keyboards
- Chad Anthony – drums
- Jeff Stewart – guitars
- Luis Obregon – guitars
- Brandon Jacobs – guitars
- Samus Paulicelli – drums

## Diskografi

### Demo
- Mutiny - 2006
- Audition - 2006
- Mutiny - 2007
- Mutiny - 2007

### EP
- Mutiny - 2007

### Studioalbum
- Mutiny Within (Roadrunner Records) - 2010
- Synchronicity (Självutgiven) - 2013
- Origins (Självutgiven) - 2017

### Splitalbum
- God Of War: Blood & Metal (Roadrunner Records) - 2010 (tillsammans med Dream Theater, Opeth, Killswitch Engage, Trivium och Taking Down.)

### Singlar
- Awake - 2009
- Embers - 2013
- Archetypes Of Destruction - 2016
- Justify - 2017
- Silent Weapons - 2017
- Circles - 2017
- Dystopian Tomorrow - 2024